# Guianacara
Guianacara és un gènere de peixos de la família dels cíclids i de l'ordre dels perciformes.

## Distribució geogràfica
És endèmic de Sud-amèrica.

## Taxonomia
- Guianacara cuyunii (López-Fernández, Baechle & Kullander, 2006)[4]
- Guianacara geayi (Pellegrin, 1902)
- Guianacara oelemariensis (Kullander & Nijssen, 1989)
- Guianacara owroewefi (Kullander & Nijssen, 1989)
- Guianacara sphenozona (Kullander & Nijssen, 1989)
- Guianacara stergiosi (López-Fernández, Baechle & Kullander, 2006)[4][5][6][7]